# 划船器

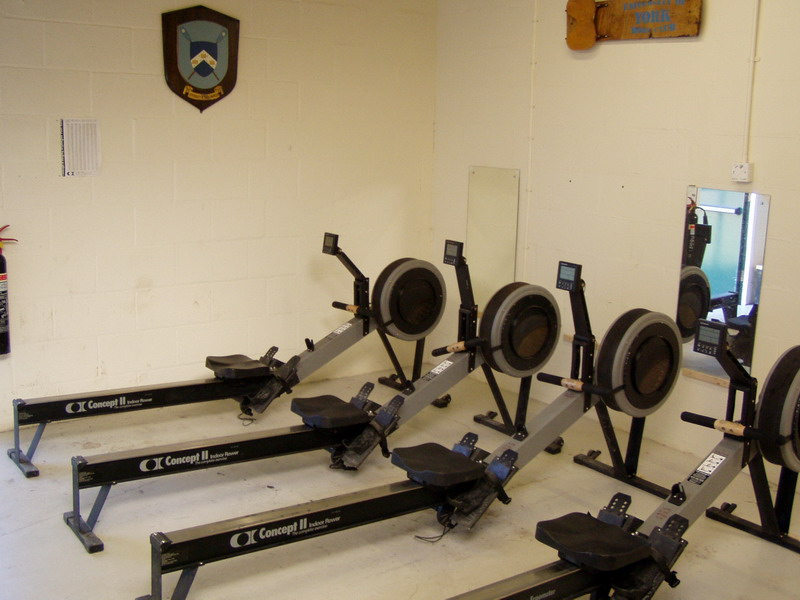
Concept 2風阻式划船機

划船器（英语：rowing machine）又名划船機、室內划船機（indoor rower）、賽艇機、划艇器、赛艇器、測功儀（ergometer）等不同名稱，但大多稱“划船機”或“划船器”。
室內划船器是以訓練或健身为目的，用来模擬水上赛艇运动的器材。室内賽艇比賽在歐美已经成为一項專業的比賽。
室内划船器也通常被稱为测功仪，测量运动者在运动中消耗的力量。早期划船機多是运动员訓練用，代表性品牌為Concept 2，但因體積與動作聲音較大（風阻聲），不容易在一般家庭普及。
由於划船機能運動全身近9成的肌肉與加強核心肌群，且不傷關節，是非常好的健身器材。故開始有公司將原木與水阻式（聲音較悅耳且更符合真實賽艇感受）特點整合在一起，例如將材料改為原木取代金屬材質，並設計成可直立收納，以減少收納空間。因此這類使用時只發出水聲且可直立收納在居家環境中的水阻式划船機就成為家庭健身器材熱門之選。代表性的品牌為 WaterRower（歐美市占最高品牌）與 Mobi莫比（亞洲市占最高品牌）。

## 划船器的类型
1. 风阻式（air resistance）划船器（訓練用耐操設計）
2. 水阻式（water resistance）划船器（最佳使用感受與故障率低的設計）
3. 磁阻式（magnetic resistance）划船器（最靜音的設計）
4. 液压活塞组（hydraulic piston resistance）划船器（成本較低的設計）